# Джерело «Кадуб»
Джерело «Кадуб» — гідрологічна пам'ятка природи місцевого значення. Розташована на території колишньої Бабчинської сільської ради тепер Могилів-Подільського району Вінницької області на південній околиці с. Гамулівка у долині р. Бушанка. Оголошена відповідно до Рішення Вінницького облвиконкому від 29.08.1984 р. № 371. Охороняється джерело добрих смакових якостей, має водорегулююче значення.